# Эпископи (залив)
Эпископи (греч. Κόλπος Επισκοπής; тур. Piskobu Körfezi) — залив Средиземного моря на юго-западном побережье острова Кипр. Расположен между мысом Аспро на западе и мысом Зевгари (полуостров Акротири) на юго-востоке.
Побережье залива тянется на восток-северо-восток от мыса Аспро на протяжении 8,5 мили (14 км), а затем на юго-юго-восток до мыса Зевгари на протяжении 6,5 мили (10 км). Северная часть побережья представляет собой цепь небольших песчаных бухт, разделённых высокими белыми утёсами. На востоке в основном тянется низкий печаный берег, за исключением участка между 0,5 и 1,5 мили от мыса Зевгари, где высота увеличивается. На расстоянии 5 миль (8 км) к северо-северо-западу от мыса Зевгари в залив впадает река Курис. К западу от устья Куриса, в 6 милях от мыса Зевгари, на побережье расположена деревня Эпископи, а к востоку — деревня Колосси, где расположен за́мок, построенный в период господства на острове тамплиеров.
Рейд Эпископи на расстоянии от 1 до 1,5 мили от берега имеет в глубину около 10 фатомов, открыт всем ветрам и характеризуется постоянной мёртвой зыбью, что делает его неблагоприятным для якорной стоянки.
Залив славится своими пляжами и рыбными ресторанами. Несмотря на этническое разделение Кипра в 1974 году, после турецкого вторжения на Кипр, часть турок-киприотов предпочла остаться в этом районе.